# Radochów
Radochów est une localité polonaise de la gmina de Lądek-Zdrój, située dans le powiat de Kłodzko en voïvodie de Basse-Silésie.
Près du village se trouve une grotte, la caverne de Radochów.

## Histoire
De 1818 à 1945, Reyersdorf fait partie de l'arrondissement d'Habelschwerdt dans le district de Breslau au sein de la province de Silésie.